# Werner Dorok
Werner Dorok (* 19. August 1957) ist ein ehemaliger deutscher Fußballspieler.

## Karriere

### Vereine
Dorok begann beim SC Viktoria Nürnberg mit dem Fußballspielen und setzte es von 1970 bis 1975 in der Jugendmannschaft des 1. FC Nürnberg fort. Mit der A-Jugendmannschaft gewann er die Deutsche A-Jugendmeisterschaft; das am 9. Juni 1974 in Stade ausgetragene Finale gegen die des 1. FC Köln wurde durch das Tor von Günter Dämpfling mit 1:0 gewonnen. Dem Jugendalter entwachsen rückte Dorok im Jahr 1975 in die Nürnberger Amateurmannschaft auf, für die er in der seinerzeit viertklassigen Landesliga Bayern, Staffel Mitte spielte. Zur Saison 1977/78 zur Ersten Mannschaft aufgerückt, kam er für diese in elf Punktspielen der Gruppe Süd der seinerzeit zweigleisigen 2. Bundesliga zum Einsatz. Er debütierte am 7. Oktober 1977 (11. Spieltag) beim 3:1-Sieg im Heimspiel gegen den Freiburger FC. Während sein Verein aufgrund des zweiten Platzes sich anschließend gegen den Zweitplatzierten der Gruppe Nord, Rot-Weiss Essen, in den beiden Aufstiegsspielen zur Bundesliga durchzusetzen vermochte, verblieb er als Spieler in der 2. Bundesliga Süd, da er sich der SpVgg Bayreuth anschloss. Von 1978 bis 1980 erzielte er vier Tore in insgesamt 36 Punktspielen. Seine ersten beide Tore gelangen ihm am 15. Mai 1979 (24. Spieltag) beim 2:0-Sieg  im Heimspiel gegen die Stuttgarter Kickers. Des Weiteren kam er in vier Spielen im Wettbewerb um den DFB-Pokal zum Einsatz, wobei ihm bei seiner Premiere am 24. September 1978 beim 6:0-Zweitrundensieg über den Melsunger FV 08 mit dem Treffer zum Endstand in der 57. Minute sein einziges Tor in diesem Wettbewerb gelang. Er wirkte ferner im Hinspiel um den Aufstieg in die Bundesliga gegen den FC Bayer 05 Uerdingen, dem Zweitplatzierten der Gruppe Nord, mit. Das am 14. Juni 1979 im Städtischen Stadion von Bayreuth erzielte 1:1-Unentschieden reichte zum Aufstieg nicht, da der Krefelder Stadtteilverein das Rückspiel im Grotenburg-Stadion am 20. Juni 1979 mit 2:1 gewann.

### Nationalmannschaft
Dorok kam in 22 Spielen für die DFB-Jugendauswahl „A“ zum Einsatz. Mit ihr nahm er an einem in Israel ausgetragenen Turnier teil. Er debütierte am 30. Dezember 1974 in Tel Aviv beim 1:1-Unentschieden gegen die Auswahl Israels und wirkte auch zwei Tage später erneut an selber Stätte beim torlosen Unentschieden gegen die Auswahl Rumäniens mit. Mit diesem ersten Spiel im Jahr 1975 bestritt er alle weiteren 13 in diesem ausgetragenen Begegnungen, die letzten vier jedoch als Einwechselspieler – fünf Spiele wurden gewonnen jeweils vier endeten unentschieden und wurden verloren. Von den sieben Spielen im Jahr 1976, in denen er viermal eingewechselt wurde, wurden vier gewonnen, zwei endeten unentschieden, eins wurde verloren. Sein einziges Tor gelang ihm als Einwechselspieler am 3. März in Duschanbe beim 2:0-Sieg über die Auswahl Ungarns. Er nahm in den beiden Jahren auch zweimal am UEFA-Juniorenturnier teil.

## Erfolge
- Deutscher A-Jugendmeister 1974